# هندوس
الهندوس ومفردها هندوسي، يشير المصطلح إلى أي شخص يعتبر نفسه ثقافياً أو عرقياً أو دينياً ملتزمًا بجوانب الهندوسية. وقد استخدم المصطلح تاريخياً كمعرف جغرافي وثقافي وديني لاحقًا للسكان الأصليين في شبه القارة الهندية.
لقد تطور المعنى التاريخي لمصطلح الهندوس بمرور الوقت. بدءاً من الإشارات الفارسية واليونانية إلى أرض السند في الألفية الأولى قبل الميلاد من خلال نصوص عصر القرون الوسطى،  ويشير مصطلح الهندوس إلى معرف جغرافي أو عرقي أو ثقافي للأشخاص الذين يعيشون في شبه القارة الهندية وحول أو خارج نهر السند. وبحلول القرن السادس عشر، بدأ المصطلح يشير إلى سكان شبه القارة الذين لم يكونوا من أصول تركية أو مسلمة.
التطور التاريخي للهوية الذاتية الهندوسية داخل سكان جنوب آسيا المحليين، بالمعنى الديني أو الثقافي، غير واضح. وتشير النظريات المتنافسة إلى أن الهوية الهندوسية تطورت في الحقبة الإستعمارية البريطانية، أو أنها تطورت بعد القرن الثامن الميلادي بعد الفتح الإسلامي والحروب بين الهندوس والمسلمين في العصور الوسطى. ويظهر الإحساس بالهوية الهندوسية ومصطلح الهندوس في بعض النصوص والتي تعود إلى القرنين الثالث عشر والثامن عشر في اللغة السنسكريتية واللغات الإقليمية. واستخدم شعراء الهند في القرن الرابع عشر والقرن الثامن عشر مثل فيدياباتي وكابير وإيكناث عبارة الهندو دارما أو الهندوسية وقارنوها بتوراكا دارما أو الإسلام. واستخدم الراهب المسيحي سيباستياو مانريك مصطلح «الهندوس» في السياق الديني في عام 1649. وفي القرن الثامن عشر، بدأ التجار والمستعمرون الأوروبيون بالإشارة إلى أتباع الديانات الهندية بشكل جماعي كهندوس، على النقيض قاموا بإطلاق مصطلح «المحمديين» على المغول والعرب من أتباع الإسلام. بحلول منتصف القرن التاسع عشر، ميزت النصوص الإستعمارية الإستشراقية الهندوس عن البوذيين والسيخ والجاينيين، ولكن القوانين الإستعمارية استمرت في اعتبار جميع الجماعات السابقة ضمن نطاق مصطلح الهندوس حتى منتصف القرن العشرين تقريبًا. ويقول الباحثين أن عادة التمييز بين الهندوس والبوذيين والجاينيين والسيخ هي ظاهرة حديثة. «الهندو» هو نوع من الهجاء القديم، والذي يمكن اعتبار استخدامه اليوم مهينًا.
مع أكثر من 1.03 مليار مؤمن، الهندوس هم ثالث أكبر مجموعة دينية في العالم بعد كل من المسيحيين والمسلمين. وتعيش الغالبية العظمى من الهندوس، أي ما يقرب من 966 مليون نسمة، في الهند، وذلك وفقاً لتعداد سكان الهند عام 2011. بعد الهند، فإن البلدان التسعة التالية التي تضم أكبر عدد من السكان الهندوس هي على التوالي: نيبال، وبنغلاديش، وإندونيسيا، وباكستان، وسريلانكا، والولايات المتحدة، وماليزيا، والمملكة المتحدة وميانمار. وتضم هذه البلدان مجتمعة حوالي 99% من الهندوس في العالم، وتضم الدول المتبقية في العالم معاً حوالي 6 ملايين هندوسي في عام 2010.

## أصل المصطلح

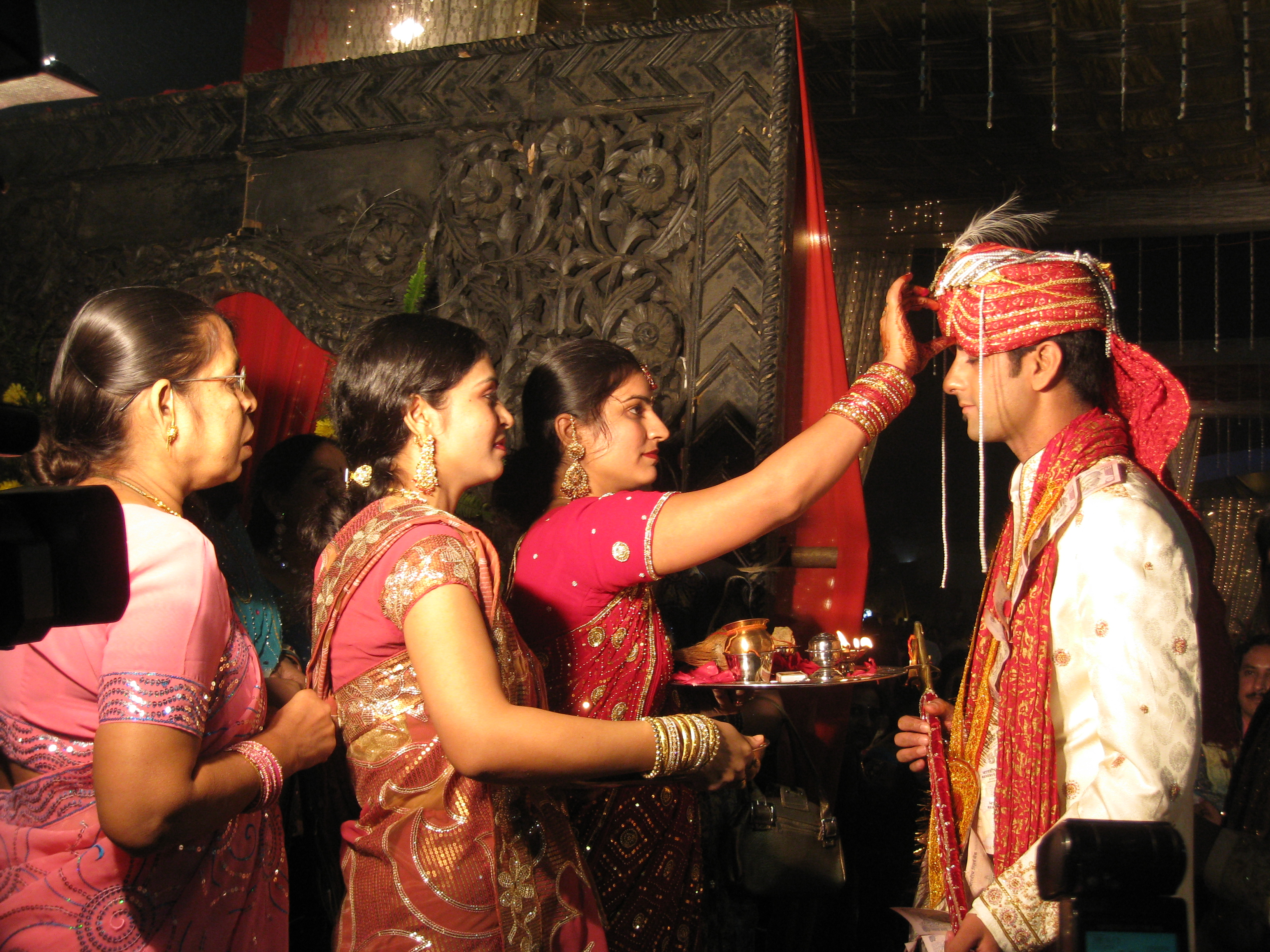
طقس زفاف هندوسي في الهند.

كلمة «هنْدُو» مشتق من كلمة الهندوسية من اللغات الهندية الآرية، والسنسكريتية، من كلمة سيندهو، والتي تعني «جسم كبير من الماء»، وتغطي «النهر والمحيطات». وتم استخدامه كإسم لنهر السند وأشير أيضاً إلى روافده. المصطلح الفعلي «هنْدُو» (بكسر الهاء) هي كلمة فارسية الأصل ولم تستخدم هذه الكلمة لتصف الديانة الهندوسية بل استخدمها الفرس ليشيروا للقوم الذين يسكنون ما وراء نهر السند في الجزء الشمالي الغربي من شبه القارة الهندية. وأول ما ورد ذكرها كان في الريجفدا. وفي نقش دارا الأول والذي يعود إلى القرن السادس قبل الميلاد. ويشير نقش دارا الأول إلى مقاطعة «هندوداش»، في إشارة إلى شمال غرب الهند. وتمت الإشارة إلى شعب الهند على أنهم هيندوان (الهندوس) وكان هندواني يستخدم كصفة للهنود في نص تاريخ الهند والسند الذي يعود إلى القرن الثامن الميلادي. وكان مصطلح «الهندوس» في هذه السجلات القديمة هو مصطلح عرقي وجغرافي ولم يشر إلى دين. وبالمثل أشارت المصادر العربية إلى بلاد الهند إلى الهند جغرافياً.
من بين أقدم السجلات المعروفة «للهندوس» ذات الدلالات الدينية، قد يكون في القرن السابع الميلادي من خلال نصًا صينياً لسجلات المناطق الغربية من قبل العالم البوذي زوانزانغ. يستخدم زوانزانغ لمصطلح مكتوب عليه حرفياً إن-تو والذي «يتدحرج من خلال الدلالة في الدين» وفقًا لأرفيند شارما. في حين اقترح زوانزانغ أن يشير المصطلح إلى البلد المسمى بعد القمر، ويناقض باحث بوذي آخر الإستنتاج قائلا أنَّ إن-تو لم يكن اسمًا شائعًا للبلاد.
ويستخدم نص تاريخ الهند للباحث أبو الريحان البيروني في القرن الحادي عشر، وونصوص حقبة سلطنة دلهي، مصطلح «الهندوس»، حيث يشمل جميع الأشخاص غير المسلمين مثل البوذيين، ويحتفظ بغموض إن كان يشمل «منطقة أو دين». ويعتبر المجتمع «الهندوسي» كمفهوم غير متبلور «للآخر» والنقيض للمجتمع المُسلم في سجلات البلاط، وفقاً لروميلا ثابار. ويشير ويلفريد كانتويل سميث إلى أن «الهندوس» كمصطلح احتفظ بمرجعه الجغرافي في البداية وشمل «الهندي»، و«الأصلي»، و«المحلي». وببطء، بدأت الجماعات الهندية نفسها في استخدام هذا المصطلح، تمييزاً لأنفسهم و«لطرقهم التقليدية» عن تلك الخاصة بالغزاة.
النص بريثفيراج راسو من قبل تشاندا باراداي، والذي يروي عن هزيمة بريثفيراج شوهان في عام 1192 ميلادي على يد محمد الغوري، مليء بالإشارات إلى «الهندوس» و«الأتراك»، وفي مرحلة من المراحل، يقول «كلا الديانتين استخلصتا السيوف المنحنية»؛ ومع ذلك، فإن تاريخ هذا النص غير واضح واعتبره معظم العلماء أكثر حداثة. وفي الأدب الإسلامي، يستخدم عبد الملك إيسامي الفارسي، في مؤلفه فوتو-سلاطين، والذي تم تأليفه في ديسمبر من عام 1350، يستخدم كلمة الهندي ليعني الهنود بالمعنى العرقي-الجغرافي وكلمة الهندو والتي تعني 'الهندوسية' بمعنى أتباع الديانة الهندوسية. وتتناقض قصيدة الشاعر فيدياباتي كيرتيلاتا مع ثقافات الهندوس والأتراك (المسلمين) في مدينة ويختتم «حيث يعيش الهندوس والأتراك مع بعضهم البعض؛ ويسخر كل منهم على دين الآخر». وواحدة من أوائل الإستخدامات لكلمة «الهندوسية» في السياق الديني باللغات الأوروبية كان في اللغة الإسبانية، من خلال مؤلف نشره الراهب المسيحي سيباستياو مانريك في عام 1649.
ومن بين الإشارات البارزة الأخرى لمصطلح «الهندوس» النقوش الكتابية التي تعود لممالك أندرا براديش والتي قاومت التوسع العسكري لسلالات المسلمة في القرن الرابع عشر، حيث تشير كلمة «هندوس» جزئياً إلى الهوية الدينية على النقيض من «الأتراك» أو الهوية الدينية الإسلامية. وأُستخدم المصطلح الهندوسي في وقت لاحق في بعض النصوص السنسكريتية مثل راجاستانجنيس في كشمير والتي تعود إلى عقد 1450 وبعض النصوص البنغالية من القرن السادس عشر إلى القرن الثامن عشر، واستخدمتها هذه النصوص لفصل الهندوس عن المسلمين والذين أٌطلق عليهم لقب «يافاناس» أي الأجانب أو «المليتشات» أي البرابرة، ومع نص تشيتانيا شاريتامريتا الذي يعود إلى القرن السادس عشر ونص بهتا مالا والذي يرجع إلى القرن السابع عشر باستخدام عبارة «الهندو دارما».

## المصطلح

### استخدام عصر العصور الوسطى (القرن الثامن إلى القرن الثامن عشر)

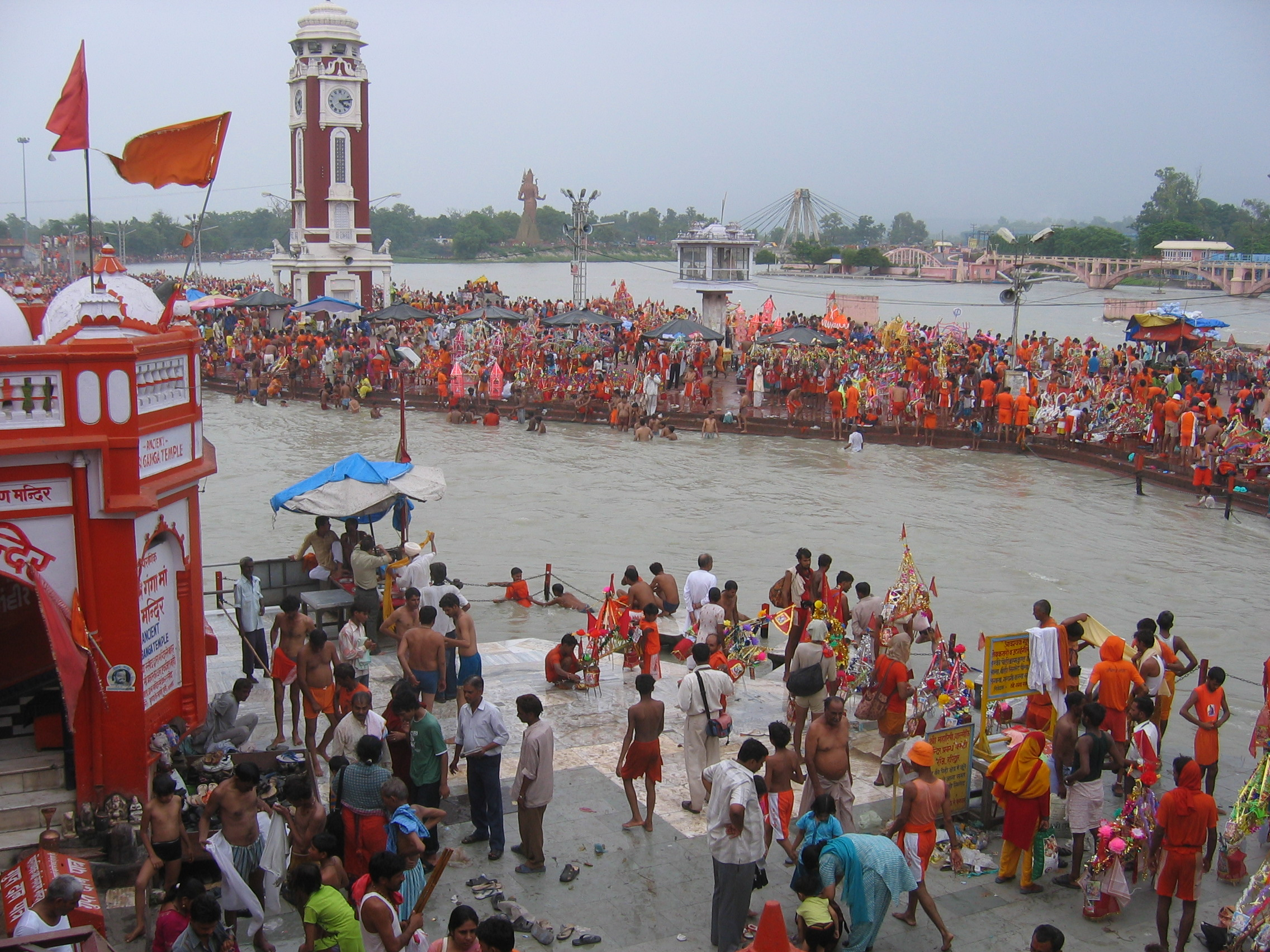
هندوس في هار كي باوري، هاريدوار بالقرب من نهر الغانج في ولاية أوتارانتشال الهندية.

واحدة من الإستخدامات المبكرة لكن الغامضة لكلمة الهندوس، بحسب آرفيند شارما، هي في «مستوطنة براهمان أباد» والتي أنشأت من قبل محمد بن القاسم الثقفي مع غير المسلمين بعد الغزو العربي لمنطقة السند الشمالية الغربية في الهند عام 712م. وكان مصطلح «الهندوس» يعني أشخاصًا غير مسلمين، وكان من بينهم البوذيين القاطنين في المنطقة. وفي نص البيروني في القرن الحادي عشر، يُشار إلى الهندوس على أنهم «مناهضون دينيين» للإسلام، كأولئك الذين يؤمنون بإعادة الميلاد، ويقول أن لهم مجموعة متنوعة من المعتقدات، ويبدو أنهم يتأرجحون بين الهندوس الذين يعتنقون وجهات نظر دينية مركزية وتعددية. في نصوص سلطنة دلهي، يقول شارما، أن مصطلح الهندوس لا يزال غامضاً حول ما إذا كان ذلك يعني شعوب المنطقة أو الدين، مما يعطي مثالاً على تفسير ابن بطوطة لإسم «هندو كوش» لسلسلة جبال في أفغانستان. وكان يسمى ذلك، حسب كتب ابن بطوطة، لأن العديد من العبيد الهنود ماتوا هناك من الثلج البارد، بينما كانوا يسيرون عبر سلسلة الجبال تلك. ومصطلح الهندوس هناك متناقض ويمكن أن يعني المنطقة الجغرافية أو الدين.
يظهر مصطلح الهندوس في النصوص من عهد سلطنة مغول الهند. وكان يشير على نطاق واسع لوصف غير المسلمين. يقول باشويرا سينغ، أنه «في الكتابات الفارسية، كان السيخ يعتبرون هندوسًا بمعنى الهنود غير المسلمين». ودعى جهانكير، على سبيل المثال، الغورو أرجان السيخي كهندوسي:

### الحقبة الاستعمارية (القرن الثامن عشر إلى القرن العشرين)
خلال الحقبة الإستعمارية، كان لمصطلح الهندوس دلالات لوصف أتباع الديانات الأصلية في الهند، وهي ديانات أخرى غير المسيحية والإسلام. وفي الحقبة الإستعمارية المبكرة في العهد الإستعماري للقوانين الأنجلو-هندوسية ونظام محاكم الهند البريطانية، أشير إلى مصطلح الهندوس لوصف كل الناس من أتباع الديانات الهندية بالإضافة إلى ديانتين غير هنديتين:
وقد فصلت القوانين الإستعمارية البريطانية في القرن العشرين حقوق الشعب بناءاً على دينهم، وتطورت لتزويد المسلمين بالشريعة الإسلامية والمسيحيين واليهود والبارسيين الزردشتيين في الهند البريطانية بقوانينهم الدينيَّة الخاصة. وأنشأت الحكومة البريطانية خلاصة وافية للقوانين الدينية للهندوس، وطبق مصطلح «الهندوس» في هذه «القوانين الهندوسية» الإستعمارية، قبل عقود من استقلال الهند، على البوذيين والجاينيين والسيخ.
وبخلاف أحكام القانون البريطاني، حدد المستشرقون الإستعماريين وبشكل خاص أبحاث أسياتيك ذات النفوذ التي تأسست في القرن الثامن عشر، وأطلق عليها فيما بعد جمعية آسياتيا، بالتحديد في البداية لديانتين فقط في الهند وهي الإسلام والهندوسية. وشمل هؤلاء المستشرقون جميع الأديان الهندية مثل البوذية كمجموعة فرعية للهندوسية في القرن الثامن عشر. هذه النصوص كانت تسمى أتباع الإسلام بالمحمديين، وكل الآخرين بالهندوس. وبدأ النص، في أوائل القرن التاسع عشر، بتقسيم الهندوس إلى مجموعات منفصلة، من أجل دراسات كرونولوجية للمعتقدات المختلفة. ومن بين المصطلحات الأقدم للظهور كانت السيكس وأتباعهم (والتي كتبها لاحقاً السيخ من قبل تشارلز ويلكنز)، والبودزيم (والتي كتبت لاحقاً البوذية)، وفي المجلد التاسع من تقرير أبحاث أسياتيك عن الأديان في الهند، تلقى المصطلح الجاينية إشعارًا.
وفقاً لبنينغتون، تم المساهمة في مصطلحات الهندوس والهندوسية من أجل الدراسات الإستعمارية في الهند. وافترض أن مختلف التقسيمات الفرعية وفصل المجموعات الفرعية كانت نتيجة «الصراع الطائفي»، وقد تم المساهمة في مصطلح الهندوس من قبل هؤلاء المستشرقين ليشيروا إلى الأشخاص الذين انضموا إلى «التقليد الديني الظالم القديم المستبد للهند»، بحسب بنينغتون. وكان أتباع الديانات الهندية الأخرى الذين أشير إليهم في وقت لاحق بمصطلح البوذيين والسيخ أو الجاينيين والمتميزين عن الهندوس، بطريقة ثنائية الأبعاد ومعادية، مع النمط الهندوسي والهندوسية كقالب غير عقلاني وآخرون كأديان إصلاح عقلانية. ومع ذلك، لم تقدم تقارير منتصف القرن التاسع عشر على أي مؤشر على وجود اختلافات عقائدية أو طقسية بين الهندوس والبوذيين، أو غيرها من الهويات الدينية التي تم بناؤها حديثًا. هذه الدراسات الإستعمارية، كما يقول بينغتون، «حيرت بلا نهاية عن الهندوس ودققتهم بشدة، لكنها لم تستجوب وتجنبت الإبلاغ عن ممارسات وديانة المغول والعرب في جنوب آسيا»، وكثيراً ما اعتمدت على كتب وآراء الباحثين المسلمين لتوصيف الهندوس.

### الاستخدام المعاصر

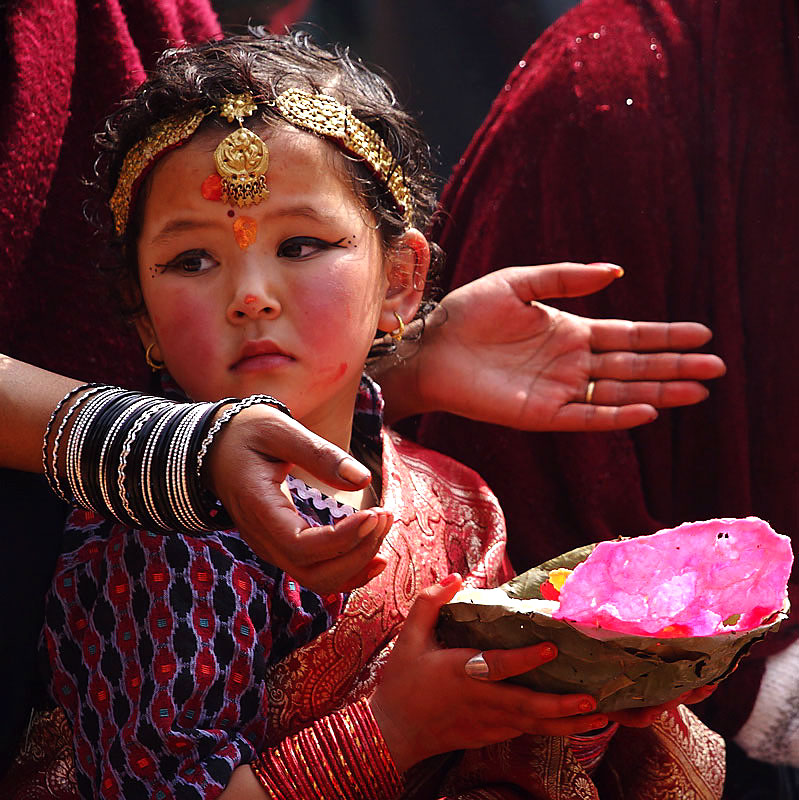
متعبدة هندوسية نيبالية صغيرة خلال مراسم الصلاة التقليدية في ساحة دوربار في كاتماندو.

في العصر المعاصر، يشير مصطلح الهندوس إلى الأفراد الذين يعرفون أنفسهم إلى جانب أو جوانب الهندوسية، سواء كانوا يمارسون أو لا يمارسون أو لا يتدخلون. ولا يشمل المصطلح أولئك الذين ينتمون إلى الديانات الهندية الأخرى مثل البوذية، أو الجاينية، أو السيخية أو الأديان القبلية المتنوعة الموجودة في الهند مثل السارانية. ويتضمن مصطلح الهندوس أيضاً في اللغة المعاصرة، أناسًا يعرفون أنفسهم على أنهم هندوس ثقافيين أو عرقيين بدلاً من مجموعة ثابتة من المعتقدات الدينية داخل الهندوسية. ولا يحتاج المرء أن يكون متديناً بالمعنى البسيط، كما يقول يوليوس ليبنر، لكي يقبله الهندوس على أنه هندوسي، أو أن يصف نفسه بأنه هندوسي.
ينضم الهندوس إلى مجموعة متنوعة من الأفكار حول الروحانية والتقاليد، ولكن ليس لديهم نظام كنسي، ولا سلطات دينية لا شك فيها، ولا هيئة حكم، ولا نبي مؤسس واحد. ويمكن للهندوس أن يختاروا أن يؤمنوا بتعدد الآلهة، أو بوحدة الوجود، أو لالتوحيد الإلهي، أو الأحادية، أو اللاأدرية، أو الإلحاد أو الإنسانية. وبسبب المجموعة الواسعة من التقاليد والأفكار التي يغطيها مصطلح الهندوسية، فإن التوصل إلى تعريف شامل هو أمر صعب. والدين «يتحدى رغبتنا في تحديده وتصنيفه». وقد يعتمد الهندوس، بإختياره، على أفكار فكرية دينية هندية أو غير هندية أخرى كمورد، أو إتباع أو تطوير معتقداته الشخصية، ولا يزال يعرف نفسه بأنه هندوسي.
في عام 1995، نُقل عن قاضي القضاة ب. غاجندراغادكار في حكم قاضي المحكمة العليا الهندية:
عندما نُفّكر في الديانة الهندوسية، وعلى عكس الديانات الأخرى في العالم، لا تتبع الديانة الهندوسية نبي واحد. ولا تعبد أي إله واحد. ولا تشترك في أي عقيدة واحدة؛ ولا تؤمن بأي مفهوم فلسفي واحد. ولا تتبع أي مجموعة من الشعائر الدينية أو الطقوس؛ في الواقع، لا يبدو أنها تلبي السمات التقليدية الضيقة لأي دين أو عقيدة. وقد تُوصف على نطاق واسع بأنها طريقة للحياة وليس أكثر.
على الرغم من أن الهندوسية تحتوي على مجموعة واسعة من الفلسفات، إلا أن الهندوس يشتركون في المفاهيم الفلسفية، مثل على سبيل المثال لا الحصر، الدارما، والكارما، والكاما، والأرتا، والموكشا والسامسارا، حتى لو كان كل منهما يشترك في مجموعة متنوعة من وجهات النظر. ولدى الهندوس أيضاً نصوص مشتركة مثل الفيدا مع الأوبنشاد، ووقواعد طقس سانسكارا الشائعة أي طقس المعبور والطقوس خلال حفل زفاف أو عندما يولد الطفل أو طقوس حرق الجثث. ويذهب بعض الهندوس إلى الحج إلى مواقع مشتركة يعتبرونها ذات أهمية روحيَّة، ويمارسون شكلاً أو أكثر من البهاكتي أو البوجا، ويحتفلون بالأساطير والملاحم، والمهرجانات الكبرى، والحب والإحترام للمعلم والعائلة، وغيرها من التقاليد الثقافية. ويستطيع الهندوس:
- إتباع المدارس الفلسفية الهندوسية، مثل أدفايتا، وفيشيشتادفايتا ودفايتا فيداتا وغيرها.[53][54]
- إتباع التقليد التي تركز على شكل معين من الأشكال الإلهيه، مثل الشيفية والفايشنافية والشاكتيزم وغيرها.[55]
- ممارسة واحد من الأشكال المختلفة لأنظمة اليوغا من أجل تحقيق الموكشا أي هي الحرية في الحياة الحالية أو الخلاص في الحياة اللاحقة.[56]
- مارسة البهاكتي أو البوجا لأسباب روحية، والتي يمكن توجيهها إلى المرشد أو لصورة إلهية.[57] والشكل العام المرئي لهذه الممارسة هو العبادة أمام تمثال. وتقول جينان فاولر على أن المراقبين غير الهندوس غالباً ما يخلطون بين هذه الممارسة وبأنها عبادة «لحجر أو عبادة الأوثان ولا شيء أبعد من ذلك»، بينما بالنسبة للكثير من الهندوس، فهي صورة تمثل رمزاً للتعبير الروحي المطلق (براهمان).[57] وقد تركز هذه الممارسة على تمثال من المعدن أو الحجر، أو صورة فوتوغرافية، أو لينغا، أو أي كائن أو شجرة أو حيوان (بقرة) أو أدوات لمهنة الفرد، أو شروق الشمس أو التعبير عن الطبيعة أو لا شيء على الإطلاق. وقد تشمل هذه الممارسة التأمل، وجابا، والعروض أو الأغاني.[57][58] وبحسب إندن تعني هذه الممارسة أشياء مختلفة لمختلف الهندوس، وقد أسيء فهمها، وأسيء تمثيلها كعبادة للأصنام، وقد تم بناء العديد من التبريرات من قبل علماء الهندية الغربيين والهنود.[59]

### النزاعات
استخدمت كلمة «الهندوس» في دستور الهند في بعض المواضع للدلالة على الأشخاص الذين ينتمون إلى واحدة من هذه الأديان: الهندوسية، والجاينية، والبوذية أو السيخية. ومع ذلك فقد تم تحدي ومعارضة هذا من قبل السيخ، والبوذيين الجدد الذين كانوا في السابق هندوس. وفقا لشين وبويل، لم يعترض الجاينيين على أن يكونوا مشمولين بالقوانين الشخصية التي يطلق عليها «الهندوسية»، على الرغم من أن المحاكم الهندية أقرت بأن الجاينية هي دينًا مميزًا ومستقلاً.
إن جمهورية الهند في وضع غريب حيث دعت المحكمة العليا للهند مراراً وتكراراً إلى تعريف «الهندوسية» لأن دستور الهند يحظر «التمييز ضد أي مواطن» على أساس الدين في المادة 15 والمادة 30. تنص على حقوق خاصة لـ «جميع الأقليات، سواء كانت قائمة على الدين أو اللغة». ونتيجة لذلك، فإن الجماعات الدينية لها مصلحة في الإعتراف بأنها متميزة عن الأغلبية الهندوسية من أجل التأهل «كأقلية دينية». وهكذا، اضطرت المحكمة العليا للنظر في مسألة ما إذا كانت الجاينية جزء من الهندوسية في عام 2005 وعام 2006.

## تاريخ الهوية الهندوسية
بدءاً من القرن العاشر وخاصة بعد الفتح الإسلامي في القرن الثاني عشر، يقول شيلدون بولوك، اندمج الرد السياسي مع الثقافة والمذاهب الدينية. وبنيت المعابد المكرسة للآلهة راما من شمال إلى جنوب الهند، وبدأت السجلات النصية والنقوش الحجرية بمقارنة الملحمة الهندوسية رامايانا بالملوك الإقليميين واستجابتها للهجمات الإسلامية. ودعي يادافا ملك ديفاجيرى لقب «راماكاندرا»، وعلى سبيل المثال يقول بولوك، أن تم وصف يادافا في سجل من القرن الثالث عشر بأنه «كيف يمكن وصف هذا الراما .. الذي حرر فاراناسي من قبيلة المليتشا (البربرية، المسلمة التركية)، وبنى هناك معبد ذهبي». ويلاحظ بولوك أن ملك يادافا راماكاندرا يُوصف بأنه محارب للإله شيفا، ومع ذلك فإن إنجازاته السياسية ورعايته لبناء المعبد في فاراناسي، بعيداً عن موقع مملكته، موصوفة في السجلات التاريخية وفي المصطلحات الفيشنافية كراما، أو الإله فيشنو. ويقدم بولوك العديد من هذه الأمثلة ويقترح هوية سياسية هندوسية ناشئة ومرتكزة على النص الديني الهندوسي لرامايانا، والتي استمرت في العصر الحديث ، وتشير إلى أن هذه العملية التاريخية بدأت مع وصول الإسلام في الهند.
شكك الباحث شاتوباديايا في نظرية بولوك وقدم أدلة نصية مغايرة. وطبقاً لشاتوباديايا، فإن الهوية الهندوسية والاستجابة الدينية للغزو والحروب الإسلامية تطورت في ممالك مختلفة، مثل الحروب بين السلطنات الإسلامية ومملكة فيجاياناغارا في كارناتاكا، والغارات الإسلامية على الممالك في تاميل نادو. ووصف هذه الحروب ليس فقط باستخدام القصة الأسطورية لراما من رامايانا، حيث استخدمت سجلات القرون الوسطى مجموعة واسعة من الرمزية الدينية والأساطير التي تعتبر الآن جزء من الأدب الهندوسي. وبدأ هذا الظهور الديني مع المصطلحات السياسية مع أول غزو مسلم للسند في القرن الثامن الميلادي، وتكثف خلال القرن الثالث عشر فصاعداً. على سبيل المثال، يصف النص السنسكريتي مادهورافيجايام والذي يرجع إلى القرن الرابع عشر، مذكرات كتبها جانجادي، زوجة أمير فيجاياناغارا، نتائج الحرب باستخدام مصطلحات دينية.
تقدم الكتابات التأريخية في اللغة التيلوغوية من فترة سلالة كاكاتيا والتي تعود إلى القرنين الثالث عشر والرابع عشر مصطلحات مماثلة أخرى «الغرباء (الترك)» و«الهوية الذاتية (الهندوسية)». ويقول تشاتوباديايا وعلماء آخرون، أن الحملة العسكرية والسياسية خلال حروب العصور الوسطى في شبه جزيرة ديكان في الهند وفي شمال الهند ، لم تعد سعياً للسيادة، بل جسدت عداءًا سياسيًا ودينيًا ضد «الآخر المسلم»، وبدأت هذه العملية التاريخية لتشكيل الهوية الهندوسية. ويقول أندرو نيكلسون، في مراجعته للباحثين عن تاريخ الهوية الهندوسية، إن الأدب العامي لحركة بهاكتى من القرن الخامس عشر إلى القرن السابع عشر، مثل كابير، وأنانتاداس، وإيكنات، وفيدياباتي، يشير إلى وجود هويات دينية متميزة، بين الهندوس والأتراك (المسلمين)، والتي تشكلت خلال هذه القرون. وإن الشعر في هذه الفترة يتناقض مع الهويات الهندوسية والإسلامية، وفقاً لنيكلسون، حيث شوه الأدب المحلي المسلمين إلى جانب «شعور متميز بالهوية الدينية الهندوسية».

### الهوية الهندوسية وسط الديانات الهندية الأخرى

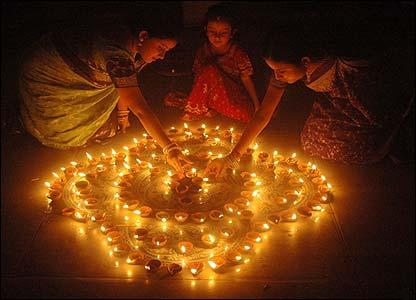
نساء هندوسيات خلال عيد الديوالي.

يقول عدد من الباحثين أن الهوية الهندوسية والبوذية والجاينية يم إدخالها بأثر رجعي بمباني حديثة. وتشير الدلائل النحوية من القرن الثامن فصاعداً، وفي مناطق مثل جنوب الهند، إلى أن الهند خلال العصور الوسطى، وعلى مستوى النخبة والممارسات الدينية الشعبية على حد سواء، كان لديها «ثقافة دينية مشتركة»، وكانت هوياتهم الجماعية الدينية «متعددة، وطبقية وغامضة». حتى بين الطوائف الهندوسية مثل الشيفية والفايشنافية، إفتقرت الهويات الهندوسية، وفقاً إلى ليزلي أور، إلى «تعريفات ثابتة وحدود واضحة».
تضمنت التداخلات في الهويات الجاينية-الهندوسية تعبد أتباع جاينية للآلهة الهندوسية، والتزاوج بين الجاينيين والهندوس، وتميز المعابد جاينية في العصور الوسطى بأيقونات ونحت هندوسية دينية. وما وراء الهند، في جزيرة جاوا في إندونيسيا، تشهد السجلات التاريخية على الزيجات بين الهندوس والبوذيين، والهندسة المعمارية لمعابد العصور الوسطى والمنحوتات التي دمجت في نفس الوقت موضوعات هندوسية وبوذية، حيث اندمجت الهندوسية والبوذية وعملتا «مسارين منفصلين داخل نظام واحد كلي»، وفقاً لآن كيني وباحثين آخرين. وبالمثل، هناك علاقة عضوية بين السيخ والهندوس، كما يقول الباحثي زاهنر، سواء في الفكر الديني أو في المجتمع، حيث كان جميع أسلاف السيخ فعليًا من الهندوس. وكانت الزيجات بين السيخ والهندوس، لا سيما بين خاتريس ، متكررة. وربت بعض الأسر الهندوسية أبنائها كسيخ، ويرى بعض الهندوس أن السيخية هي تقليد داخل الهندوسية، وذلك على الرغم من أن الإيمان السيخي هو دين منفصل عن الهندوسية.
يقول يوليوس ليبنر أن عادة التمييز بين الهندوس والبوذيين والجاينيين والسيخ هي ظاهرة حديثة، ولكنها ظاهرة تجريدية مريحة. إن التمييز بين التقاليد الهندية هي ممارسة حديثة إلى حد ما، كما يقول ليبنر، وهي نتيجة «ليس فقط بسبب المفاهيم الغربية المسبقة عن طبيعة الدين بشكل عام والدين في الهند على وجه الخصوص، ولكن أيضًا مع الوعي السياسي الذي نشأ في الهند» لشعبها ونتيجة للنفوذ الغربي خلال تاريخها الإستعماري.

### اضطهاد الهندوس

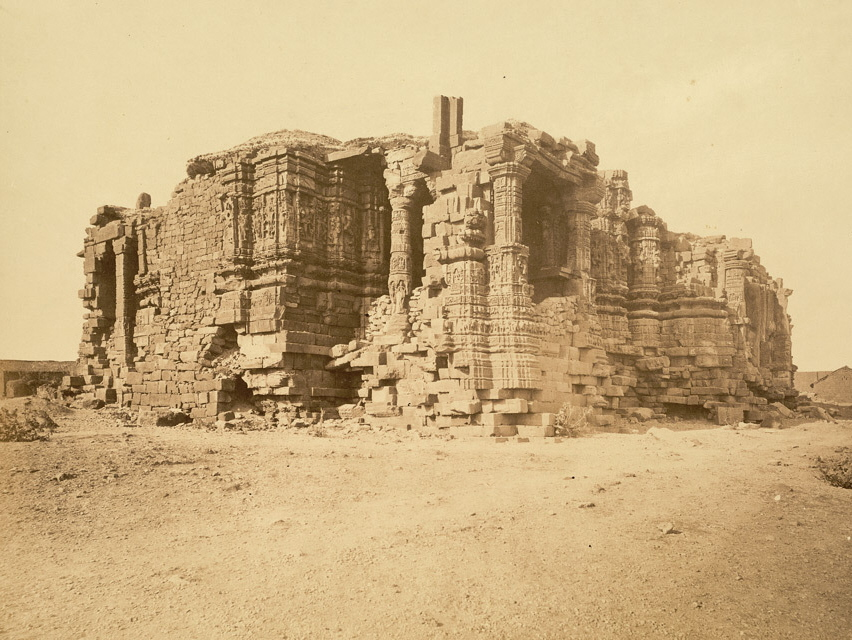
أنقاض معبد سومناث، دمر خلال هجوم محمود الغزنوي على الهند.

تم اضطهاد الهندوس خلال العصور الوسطى والعصر الحديث. شمل الاضطهاد في العصور الوسطى موجات من النهب والقتل وتدمير المعابد والإستعباد من قبل الجيوش التركية المغولية المسلمة القادمة من آسيا الوسطى. وهي أحداث موثقة في الأدب الإسلامي مثل تلك المتعلقة بالقرن الثامن مع وصول محمد بن القاسم الثقفي، وفي القرن الحادي عشر مع غزو محمود الغزنوي، والرحالة الفارسي البيروني، وغزوات القوات الإسلامية في القرن الرابع عشر بقيادة تيمور، والحكام المختلفين من المسلمين السنَّة في سلطنة دلهي وسلطنة مغول الهند. كانت هناك استثناءات عرضية مثل حقبة جلال الدين أكبر والذي أوقف اضطهاد الهندوس، وفي بعض الأحيان اضطهاد شديد مثل حقبة أورنكزيب عالم كير، والذي دمر المعابد، وأجبر بالقوة غير المسلمين إلى إعتناق الإسلام وقام بحظر الإحتفال بالمهرجانات الهندوسية مثل هولي وديوالي.
الاضطهاد الآخر المسجل للهندوس يشمل خلال حكم السلطان تيبو في القرن الثامن عشر في جنوب الهند، وأثناء الحقبة الإستعمارية. في العصر الحديث، تم الإبلاغ عن الإضطهاد الديني للهندوس خارج الهند.

### القومية الهندوسية
يقول كريستوف جافرولوت أن القومية الهندوسية الحديثة ولدت في ولاية ماهاراشترا، في عقد 1920، كرد فعل لحركة الخلافة الإسلامية والتي دافع فيها المسلمون الهنود عن قضية السلطان العثماني التركي، كخليفة لكل المسلمين، في نهاية الحرب العالمية الأولى. وأعتبر الهندوس هذا التطور كواحد من الولاءات المقسمة بين السكان المسلمين الهنود وهيمنة القومية الإسلامية، وتسائل المفكرين الهندوس عما إذا كان المسلمون الهنود جزءًا من القومية الهندية الشاملة المعادية للإستعمار. ووفقاً لجافرولوت فإن الفكر القومي الهندوسي الذي ظهر كان مقننًا من قبل سافاركر بينما كان سجينًا سياسيًا للإمبراطورية الاستعمارية البريطانية. وأعتبر سافاركار أن أمة الهندوس الكبيرة هذه تشمل بالإضافة إلى هندوس الهند، كل أبناء الديانات المتفرعة عن الهندوسية، من البوذيين والجاين والسيخ، بإستثناء المسلمين والمسيحيين.
يتتبع كريس بايلي جذور النزعة القومية الهندوسية إلى الهوية الهندوسية والاستقلال السياسي الذي حققته اتحاد ماراثا، والذي أطاح بإمبراطورية المغول الإسلامية في أجزاء كبيرة من الهند، مما سمح للهندوس بحرية اتباع أي من معتقداتهم الدينية المتنوعة واستعادة الأماكن المقدسة للهندوس مثل فاراناسي. ينظر عدد قليل من الباحثين إلى التعبئة الهندوسية والقومية الناتجة في القرن التاسع عشر كاستجابة للإستعمار البريطاني من قبل القوميين الهنود وعلماء الهندوس الجدد. ويذكر جفريلوت أن جهود المبشرين المسيحيين والداعبين الإسلاميين، إبان الحقبة الإستعمارية البريطانية، والتي حاول كل واحد منهم كسب معتنقي ديناميكيين جدد، من خلال القوالب النمطية ووصم الهندوس بهوية كونها أدنى منزلة وأتباع ديانة خرافية، ساهمت في إعادة الهندوس لتأكيد تراثهم الروحي وعبورهم المناهض لكل من الإسلام والمسيحية، وتشكيل منظمات مثل جمعية الجمعيات الهندوسية، وفي نهاية المطاف القومية التي تحرك من قبل الهوية الهندوسية في عقد 1920.
كانت الحقبة الإستعمارية عصر النهضة الهندوسية وتعبئتها، إلى جانب القومية الهندوسية، بحسب بيتر فان دير فير، حيث كانت في المقام الأول رد فعل ومنافسة مع الإنفصالية الإسلامية والقومية الإسلامية. وأدت نجاحات كل جانب إلى تغذية مخاوف الآخر، مما أدى إلى نمو القومية الهندوسية والقومية الإسلامية في شبه القارة الهندية. وفي القرن العشرين، نما الشعور بالقومية الدينية في الهند، بحسب فان دير فير، لكن نجحت القومية الإسلامية فقط في تشكيل غرب وشرق باكستان (الذي انشق فيما بعد إلى باكستان وبنغلادش)، بإعتبارهما «دولة إسلامية» عند الاستقلال. تبع ذلك أعمال شغب دينية وصدمات اجتماعية مع تهجير الملايين من الهندوس والجاينيين والبوذيين والسيخ من الدول الإسلامية التي أنشئت حديثًا وتوطينهم في الهند في الهند ذات الأغلبية الهندية. وبعد انفصال الهند وباكستان في عام 1947، طورت الحركة القومية الهندوسية مفهوم «هندوتفا» في النصف الثاني من القرن العشرين.
سعت الحركة القومية الهندوسية إلى إصلاح القوانين الهندية، والتي يقول النقاد إنها تحاول فرض قيم هندوسية على الأقلية المسلمة في الهند. ويذكر جيرالد لارسون، على سبيل المثال، أن القوميين الهندوس قد سعوا إلى سن قانون مدني موحد، حيث يخضع جميع المواطنين للقوانين نفسها، فلكل شخص حقوق مدنية متساوية، والحقوق الفردية لا تعتمد على دين الفرد. وعلى النقيض من ذلك، يشير معارضو القوميين الهندوس إلى أن القضاء على القانون الديني في الهند يشكل تهديدًا للهوية الثقافية والحقوق الدينية للمسلمين، وأن لأتباع الدين الإسلامي الحق الدستوري في قوانين الأحوال الشخصية المستندة إلى الشريعة الإسلامية. ومن القوانين المثيرة للجدل بين القوميين الهندوس وخصومهم في الهند، القانون المتعلق بالسن القانوني للزواج للفتيات. حيث يسعى القوميون الهندوس إلى أن يكون السن القانوني للزواج ثمانية عشر عامًا وأن ينطبق على جميع الفتيات بغض النظر عن دينهن وأن يتم تسجيل الزواج في الحكومة المحلية للتحقق من سن الزواج. بالمقابل يعتبر رجال الدين المسلمين هذا الإقتراح غير مقبول لأنه بموجب قانون الأحوال الشخصية المستمد من الشريعة الإسلامية، يمكن أن تتزوج الفتاة المسلمة في أي سن بعد بلوغها سن البلوغ. وتعد القومية الهندوسية في الهند، بحسب كاثرين أديني، موضوع سياسي مثير للجدل، ولا يوجد توافق في الآراء حول ما يعنيه من حيث شكل الحكومة والحقوق الدينية للأقليات. وما زالت منظمة المتطوعين الهندوسية، كدعامة لليمين القومي الديني، وفي أماكن عديدة تفرض مناخ «عادة اعتناق» قسرية للهندوسية على بعض المسلمين، أو تضيق على المسيحيين احتفالاتهم بأعيادهم.

## ديموغرافيا

الهندوسية حسب البلد ، خريطة العالم (تقدير عام 2010).

وُفقاً لمعهد أبحاث بيو؛ بأن عدد الهندوس في العالم أكثر من مليار شخص. إذ يُشكلون نسبة 15% من عدد سكان العالم. وهي أكثر ديانةً مُنتشرة بالعالم بعد المسيحية (31.5%) والإسلام (23.2%). وهي إحدى الديانات الأربع الكُبرى مع البوذية والإسلام والمسيحية.
يعيش معظم الهندوس في البلدان الآسيوية. وتضم البلدان التي بها أكبر عدد من السكان الهندوس هي على التوالي: الهند، ونيبال، وبنغلاديش، وإندونيسيا، وباكستان، وسريلانكا، والولايات المتحدة، وماليزيا، والمملكة المتحدة وميانمار، وكندا، وموريشيوس، وغيانا، وجنوب أفريقيا، وترينيداد وتوباغو، وفيجي، وسورينام. معدل الخصوبة لكل امرأة هندوسية هو 2.4، وهو أقل من المعدل العالمي البالغ 2.5. ويتوقع مركز بيو للأبحاث أن يكون هناك 1.161 مليار هندوسي بحلول عام 2020. وجدت دراسة الدين والتعليم حول العالم قامت بها مركز بيو للأبحاث عام 2016 أنَّه يُعد كل من المسلمون والهندوس الأقل حصولاً على تعليم رسمي وذلك وفقًا لدراسة ديمغرافية شملت 151 بلدًا عن تباين التعليم بين الأديان ومسح استند على بيانات متوفرة عن فئة متوسط العمر فيها 25 سنة وما فوق. وبحسب الدراسة في عام 2016 كان معدل سنوات الدراسة للهندوسي في العالم حوالي 5.6 سنة، وحوالي 41% من الهندوس الذين تتراوح أعمارهم من 25 وما فوق لم يحصولوا على تعليم رسمي، ويحمل حوالي 10% من الهندوس في العالم شهادات جامعية.
تشهد الهندوسية نمواً في دول مثل غانا، وروسيا، وباكستان، والولايات المتحدة. وفقا لتعداد عام 2011 أصبحت الهندوسية دينًا سريع النمو في أستراليا منذ عام 2006 بسبب الهجرة من الهند وفيجي. حوالي 80% من سكان جمهورية الهند هم من الهندوس، ويعيش 90% من هندوس العالم في الهند. ويقدر معدل نمو الهندوسية في الهند خلال 10 عاما بنسبة 20% استنادا إلى التعداد السكان من عام 1991 إلى عام 2001.
| القارة     | التعداد الكلي | الهندوس       | % المجموع |
| ---------- | ------------- | ------------- | --------- |
| أفريقيا    | 885,103,542   | 2,013,705     | 0.23%     |
| آسيا       | 3,903,418,706 | 1,014,348,412 | 26.01%    |
| أوروبا     | 728,571,703   | 2,030,904     | 0.28%     |
| أمريكتان   | 883,197,750   | 6,481,937     | 0.28%     |
| أوقيانوسيا | 36,659,000    | 616,000       | 1.78%     |

في العصور القديمة، نشأت ممالك هندوسية ونشرت الدين والتقاليد الهندوسية عبر دول جنوب شرق آسيا، ولا سيما في تايلاند ونيبال وبورما وماليزيا وإندونيسيا وكمبوديا، ولاوس، والفلبين، وما أصبح الآن وسط فيتنام.
يوجد أكثر من 3 ملايين هندوسي في جزيرة بالي في إندونيسيا، وهي ثقافة تعود أصولها إلى الأفكار التي جلبها تجار التاميل الهندوس إلى الجزر الإندونيسية في الألفية الأولى. ونصوصهم المقدسة هي أيضاً كل من الفيدا والأبانيشاد. إن «بورانا» و«إيتيهاسا» (بشكل رئيسي ملحمة رامايانا ومهابهاراتا) هما تقاليد دائمة بين الهندوس الإندونيسيين، ومُعبَّر عنها من خلال رقصات المجتمع ودمى الظل. وكما هو الحال في الهند، يتعرف الهندوس الإندونيسيين على أربعة مسارات للروحانية. وبالمثل، مثل الهندوس في الهند، يعتقد الهندوس الباليين أن هناك أربعة أهداف مناسبة للحياة البشرية، وهي السعي إلى العيش المعنوي والأخلاقي، والسعي إلى الثروة والنشاط الإبداعي، والسعي من الفرح والحب والسعي وراء معرفة الذات والتحرير.